# Meriania trianae
Meriania trianae är en tvåhjärtbladig växtart som först beskrevs av Gustav Karl Wilhelm Hermann Karsten, och fick sitt nu gällande namn av Célestin Alfred Cogniaux. Meriania trianae ingår i släktet Meriania och familjen Melastomataceae. Inga underarter finns listade i Catalogue of Life.